# Прапор Мілича
Прапор Мілич - один із символів міста Мілич і гміни Мілич у формі прапора.
Прапор має форму прямокутного полотнища, розділеного на три горизонтальні, паралельні та однакові по ширині смуги білого, жовтого та зеленого кольорів (відповідно зверху).
Прапор німецького Мілича (нім. Militsch) складався з двох горизонтальних смуг: білої та жовтої і походив від кольорів місцевого артилерійського братства. У роки Польської Народної Республіки потреби у місті мати власний прапор, очевидно, не було, бо про те, як він мав виглядати, подбали лише в середині 1990-х років, коли планувалося організувати перші дні Міличської землі. Щоб прапор міста не асоціювався з папським прапором (біло-жовтим), радники вирішили додати зелений колір – символ лісів, що оточують місто. Спочатку також розглядався синій колір - символ води у ставках Мілікі, але від нього відмовилися, оскільки вважалося, що він спотворює папський і маріанський прапори.

## Зовнішні посилання
Статут гміни Міліч